# Ribautia vivasberthieri
Ribautia vivasberthieri är en mångfotingart som beskrevs av Chamberlin 1941. Ribautia vivasberthieri ingår i släktet Ribautia och familjen storjordkrypare.
Artens utbredningsområde är Venezuela. Inga underarter finns listade i Catalogue of Life.